# Christopher George
Christopher George, (* 25. prosince 1983 v Port-of-Spain, Trinidad a Tobago) je trinidadský zápasník–judista, bývalý aktivní plavec a hráč vodního póla. V 11 letech začínal s plaváním a vodním pólem, ve kterém byl řadu let kapitánem reprezentačního týmu. Později si oblíbil bojové sporty, věnoval se karate, bjj a judu, kterému se intenzivně věnuje od roku 2012. Začínal v klubu Queens Park na rodném Trinidadu. Po roce tréninku obdržel olympijský grant a přesunul se do Skotska do Aberdeenu, kde se připravoval pod vedením Jasona Moorea. V roce 2016 dosáhl na panamerickou kontinentální kvótu pro účast na olympijských hrách v Riu, kde vypadl v prvním kole.